# أندي بست
أندي بست (بالإنجليزية: Andy Best)‏ (5 يناير 1959 في المملكة المتحدة - ) هو لاعب كرة قدم بريطاني في مركز جناح ‏. لعب مع نادي توركي يونايتد وDawlish Town A.F.C. ‏.